# Gregorio Sablan
Gregorio Kilili Sablan, né le 19 janvier 1955 à Saipan, est un homme politique américain, membre du Parti démocrate.

## Biographie
Sablan est né à Saipan, capitale des Mariannes du Nord, le 19 janvier 1955. Il est le seul fils d'une fratrie de sept enfants. Il grandit dans une famille élargie, passant beaucoup de temps avec ses grands-parents. Son père est un employé de Bank of America. Son oncle est le maire de Saipan.
À l'âge de onze ans, Sablan commence à fréquenter le Xavier High School, une école jésuite de Chuuk dans les États fédérés de Micronésie, qui est alors administrée par les États-Unis. Il retourne ensuite à Saipan, où il est diplômé du lycée Marianas. À l'âge de seize ans, Sablan entre à l'université de Guam avant de rejoindre l'université de Californie à Berkeley. Cependant, il abandonne ses études quand son père perd son emploi. Il fréquente l'université d'Hawaii à Mānoa de 1989 à 1990, sans obtenir de diplôme.
Sablan est marié à Andrea, une Philippino-Américaine, et a six enfants et cinq petits-enfants.
De 2009 à 2025, il exerce la fonction de délégué des îles Mariannes du Nord, sans droit de vote, à la Chambre des représentants des États-Unis. Élu le 4 novembre 2008, il est réélu les 2 novembre 2010, 6 novembre 2012, 4 novembre 2014, 6 novembre 2018, 3 novembre 2020 et 8 novembre 2022. Il ne se représente pas en 2024.